# Fútbol playa en los Juegos Europeos
El fútbol playa ha formado parte de cada edición de los Juegos Europeos (EG), un evento polideportivo cuatrienal, desde la edición inaugural en 2015 como deporte masculino y desde la tercera edición en 2023 como deporte femenino.
La competición está bajo la dirección de los Comités Olímpicos Europeos (COE);  los órganos rectores del fútbol playa (FIFA y UEFA) están representados por Beach Soccer Worldwide (BSWW).

## Ediciones
| Núm. | Año  | Sede                 | Instalación                 |
| ---- | ---- | -------------------- | --------------------------- |
| I    | 2015 | Bakú ( Azerbaiyán)   | Arena de Playa              |
| II   | 2019 | Minsk ( Bielorrusia) | Complejo Deportivo Olímpico |
| III  | 2023 | Cracovia ( Polonia)  | Playa de Tarnów             |

## Palmarés

### Masculino
| Año          | Sede     | Campeón  | Final Resultado | Subcampeón | Tercer lugar | Resultado             | Cuarto lugar |
| ------------ | -------- | -------- | --------------- | ---------- | ------------ | --------------------- | ------------ |
| 2015 Detalle | Bakú     | Rusia    | 3:2             | Italia     | Portugal     | 6:5                   | Suiza        |
| 2019 Detalle | Minsk    | Portugal | 8:3             | España     | Suiza        | 5:4                   | Ucrania      |
| 2023 Detalle | Cracovia | Suiza    | 5:2             | Italia     | España       | 5:5 (pró.) (2:0 pen.) | Portugal     |

### Femenino
| Año          | Sede     | Campeón | Final Resultado       | Subcampeón | Tercer lugar | Resultado             | Cuarto lugar |
| ------------ | -------- | ------- | --------------------- | ---------- | ------------ | --------------------- | ------------ |
| 2023 Detalle | Cracovia | España  | 2:2 (pró.) (5:3 pen.) | Ucrania    | Portugal     | 2:2 (pró.) (3:0 pen.) | Polonia      |

## Medallero
- Actualizado a Cracovia 2023.

### Masculino
| Núm. | País     | Oro | Plata | Bronce | Total |
| ---- | -------- | --- | ----- | ------ | ----- |
| 1    | Portugal | 1   | 0     | 1      | 2     |
| 2    | Suiza    | 1   | 0     | 1      | 2     |
| 3    | Rusia    | 1   | 0     | 0      | 1     |
| 4    | Italia   | 0   | 2     | 0      | 2     |
| 5    | España   | 0   | 1     | 1      | 2     |
|      | TOTAL    | 3   | 3     | 3      | 9     |

### Femenino
| Núm. | País     | Oro | Plata | Bronce | Total |
| ---- | -------- | --- | ----- | ------ | ----- |
| 1    | España   | 1   | 0     | 0      | 1     |
| 2    | Ucrania  | 0   | 1     | 0      | 1     |
| 3    | Portugal | 0   | 0     | 1      | 1     |
|      | TOTAL    | 1   | 1     | 1      | 3     |

## Clasificación general

### Masculino
Actualizado a la edición 2023.
| Pos. | Selección   | Part. | PJ | G | G+ | GP | D | GF | GC | Dif | Pts | PPG  |
| ---- | ----------- | ----- | -- | - | -- | -- | - | -- | -- | --- | --- | ---- |
| 1    | Portugal    | 3     | 15 | 9 | 2  | 0  | 4 | 78 | 51 | +27 | 31  | 2.07 |
| 2    | Italia      | 3     | 15 | 8 | 1  | 0  | 6 | 72 | 57 | +15 | 26  | 1.73 |
| 3    | España      | 3     | 15 | 7 | 1  | 2  | 5 | 69 | 58 | +11 | 25  | 1.67 |
| 4    | Suiza       | 3     | 15 | 7 | 1  | 1  | 6 | 77 | 59 | +18 | 24  | 1.60 |
| 5    | Ucrania     | 3     | 15 | 6 | 0  | 1  | 8 | 58 | 63 | –5  | 19  | 1.27 |
| 6    | Rusia       | 2     | 10 | 5 | 0  | 1  | 4 | 38 | 34 | +4  | 16  | 1.60 |
| 7    | Bielorrusia | 1     | 5  | 2 | 0  | 1  | 2 | 24 | 20 | +4  | 7   | 1.40 |
| 8    | Azerbaiyán  | 2     | 10 | 1 | 1  | 0  | 8 | 28 | 49 | –21 | 5   | 0.50 |
| 9    | Polonia     | 1     | 5  | 1 | 0  | 0  | 4 | 18 | 25 | –7  | 3   | 0.60 |
| 10   | Hungría     | 1     | 5  | 1 | 0  | 0  | 4 | 14 | 21 | –7  | 3   | 0.60 |
| 11   | Moldavia    | 1     | 5  | 1 | 0  | 0  | 4 | 23 | 31 | –8  | 3   | 0.60 |
| 12   | Rumania     | 1     | 5  | 0 | 0  | 0  | 5 | 8  | 39 | –31 | 0   | 0.00 |

### Femenino
Actualizado a la edición 2023.
| Pos. | Selección       | Part. | PJ | G | G+ | GP | D | GF | GC | Dif | Pts | PPG  |
| ---- | --------------- | ----- | -- | - | -- | -- | - | -- | -- | --- | --- | ---- |
| 1    | España          | 1     | 4  | 2 | 0  | 2  | 0 | 11 | 8  | +3  | 8   | 2.00 |
| 2    | Portugal        | 1     | 4  | 2 | 0  | 1  | 1 | 10 | 7  | +3  | 7   | 1.75 |
| 3    | Ucrania         | 1     | 4  | 2 | 0  | 0  | 2 | 11 | 10 | +1  | 6   | 1.50 |
| 4    | Polonia         | 1     | 4  | 1 | 0  | 0  | 3 | 10 | 8  | +2  | 3   | 0.75 |
| 5    | Italia          | 1     | 3  | 0 | 1  | 0  | 2 | 4  | 4  | 0   | 2   | 0.67 |
| 6    | República Checa | 1     | 3  | 0 | 0  | 0  | 3 | 4  | 13 | –9  | 0   | 0.00 |

## Desempeño

### Masculino
| AñoEquipo   | 2015 (8) | 2019 (8) | 2023 (8) |   | Parts. ⁄3 |
| ----------- | -------- | -------- | -------- | - | --------- |
| Azerbaiyán  | 8º       | ×        | 5º       | 2 |           |
| Bielorrusia | ×        | 7º       | ×        | 1 |           |
| Hungría     | 7º       | ×        | ×        | 1 |           |
| Italia      | 2º       | 5º       | 2º       | 3 |           |
| Moldavia    | ×        | ×        | 6º       | 1 |           |
| Polonia     | ×        | ×        | 8º       | 1 |           |
| Portugal    | 3º       | 1º       | 4º       | 3 |           |
| Rumania     | ×        | 8º       | ×        | 1 |           |
| Rusia       | 1º       | 6º       | ××       | 2 |           |
| España      | 5º       | 2º       | 3º       | 3 |           |
| Suiza       | 4º       | 3º       | 1º       | 3 |           |
| Ucrania     | 6º       | 4º       | 7º       | 3 |           |
| 12 naciones |          |          |          |   |           |

#### Simbología
| - 1º – Campeón - 2º – Finalista - 3º – 3º Lugar - 4º-8º — Del cuarto al octavo lugar | - ×× — Prohibido de participar - × – No clasificó - — Anfitrión |

### Femenino
| República Checa | 6º | 1 |
| Italia          | 5º | 1 |
| Polonia         | 4º | 1 |
| Portugal        | 3º | 1 |
| España          | 1º | 1 |
| Ucrania         | 2º | 1 |
| 6 naciones      |    |   |

#### Simbología
| - 1º – Campeón - 2º – Finalista - 3º – 3º Lugar - 4º-6º — Del cuarto al sexto lugar | - ×× — Prohibido de participar - × – No clasificó - — Anfitrión |